# Divisão do Império Afexárida

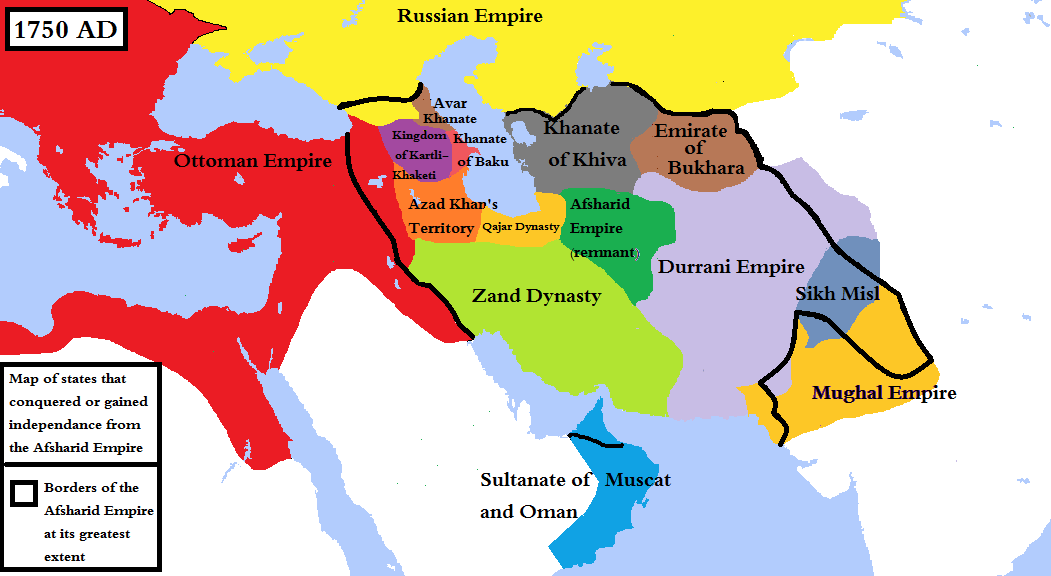
A Divisão do Império Afexárida após a morte de Nader Xá

A Divisão do Império Afexárida foi a consequência do assassinato de Nader Xá em 1747.

## Cronologia
Depois do Assassinato de Nader Xá, o seu sobrinho Ali Coli (que pode ter se envolvido no enredo do assassinato) assumiu o trono e proclamou-se Adil Xá (significado: O Rei Solitário). Ele ordenou a execução de todos os filhos e netos de Nader, com exceção de Xaruque, o filho de Reza Coli. Enquanto isso, o antigo tesoureiro de Nader, Amade Xá Durrani, declarou independência fundando o Império Durrani em Coração. No processo, os territórios orientais do Império Afexárida foram perdidos e nas décadas seguintes se tornaram parte do Afeganistão, o estado sucessor do Império Durrani. Os territórios do norte, as principais regiões do Irão, tiveram um destino diferente. Em 1747, Heráclio II, que havia sido nomeado rei de Caquécia pelo próprio Nader em 1744 como recompensa aos seus serviços leais, declarou independência e tomou o controle do reino vizinho de Cártlia; ele iria unificar os dois reinos muitos anos depois e criar o Reino de Cártlia-Caquécia, e se tornar o novo rei de uma Geórgia politicamente unida pela primeira vez em três séculos. Sob o comando da Dinastia Cajar, o Irão tentaria restaurar a soberania iraniana no Cáucaso, até que a perderia de vez no século XIX, para o Império Russo. Enquanto isso, Azade Cã Afegã (que era um membro do exército de Nader Xá e participou de sua campanha na Índia) tentou tomar o controle das terras entre o Rio Aras, e o Lago Úrmia em 1750. Azade Cã iria tentar capturar Ispaã e ocupar Xiraz, antes de perder todos os seus territórios em 1758 para Carim Cã. Enquanto Isso, a Península de Absheron e os territórios próximos, ficaram sob o controle do Canato de Bacu, enquanto o Canato Avar tomou o controle do atual Daguestão. Junto com a Geórgia, esses territórios seriam re-incorporados ao Irão mas seriam irrevogavelmente perdidos durante o século XIX, mesmo com as duas Guerras Russo-Persas do século, a Rússia Imperial. A dinastia Afsharida iria continuar com partes da província de Coração com Mexede como capital. Quando o Império Zande se expandiu rapidamente, Carim Cã deixou os Afexáridas governando Coração, mostrando seu respeito por Nader Xá. O Império foi eventualmente dissolvido com a ascensão Cajar.